# Cascata Pissing Mare
La cascata Pissing Mare è una cascata situata nel Parco Nazionale Gros Morne, sull'isola di Terranova in Canada. La cascata, con i suoi 343 metri, è tra le più alte dell'America nord-orientale.
Il suo nome significa letteralmente "cascata che urina nello stagno" e deriva dai termini francesi piss (da pissier, che significa urinare) e mare (che significa stagno, piscina).